# Kammarfru

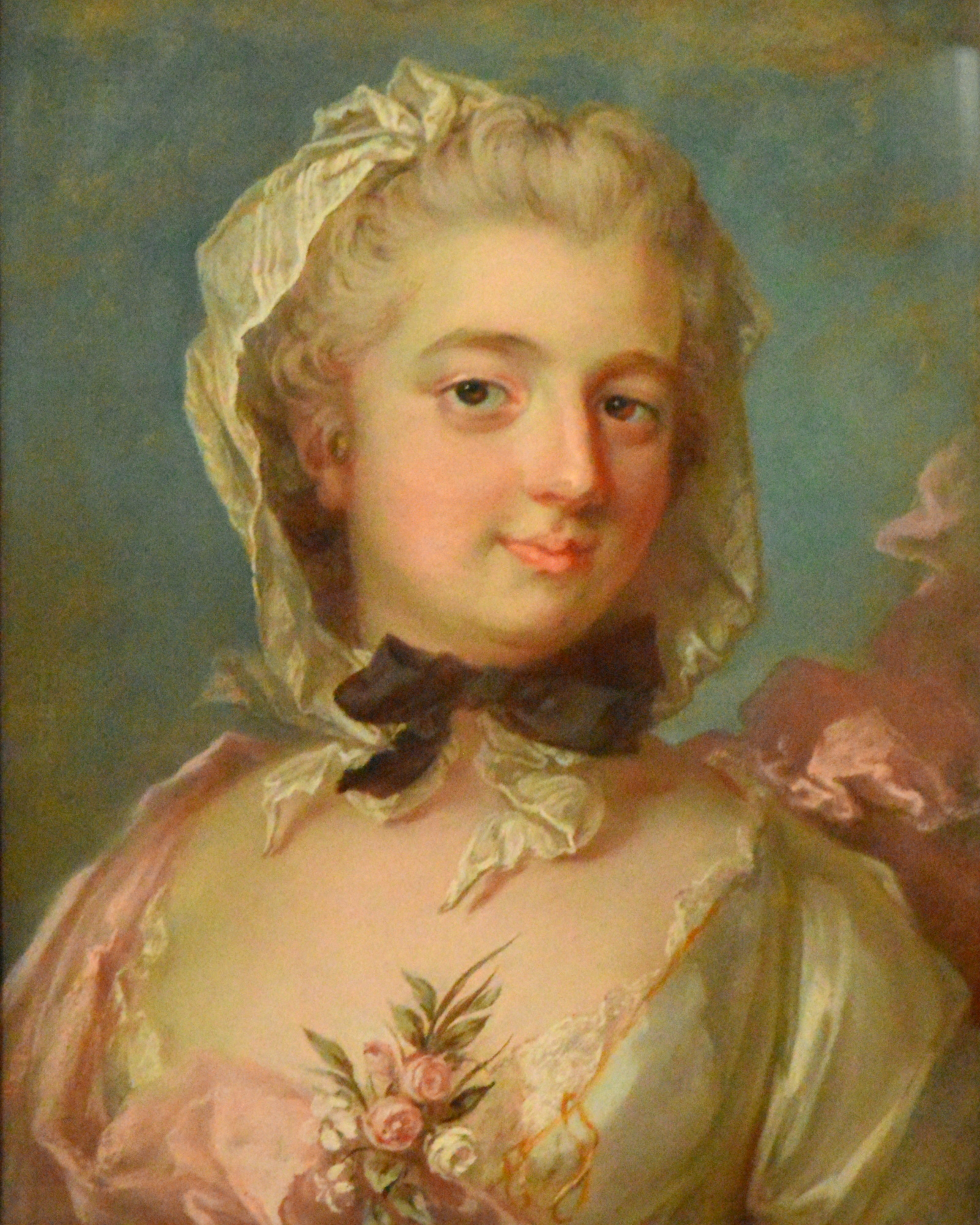
Kammarfru Werner, anställd hos drottning Lovisa Ulrika.

Kammarfru var förr den förnämsta kvinnliga tjänaren hos en kunglig eller annan högt uppsatt kvinna. Hon var anställd för att biträda med hushållssysslor, toalettbestyr, vård av garderob med mera. Vid hovet var hon i rang närmast efter hovdamerna och före kammarpigorna. En kammarfru hade till titeln en gift kvinnas status, men kunde i praktiken vara ogift. Hon hade ungefär samma ställning hos en kunglig kvinna som en kammarjungfru.
En kammarfrus uppgifter var att organisera och övervaka det praktiska hushållsarbetet vid en kunglig kvinnas hov och hushåll, som i sin tur sedan utfördes av hennes underanställda. Hon utförde intima uppgifter som tvättning, tvagning, kamning och klädsel och som hjälp vid toalettbesök, och liksom "civila" kammarjungfrur hos överklassen tillhörde det sedvänjan att låta dem överta uttjänta klädesplagg, inkludera dem i testamente och ge dem en pension. Den intima arten av deras uppgifter, som låg närmare än vad en hovdam kunde utföra av rangskäl, gjorde att kammafruar historiskt ofta har beskrivits som självsäkra och inte rädda för att ställa krav på sina arbetsgivare.
De skulle formellt sett vara gifta, men i praktiken kunde de vara ogifta, och tilltalades antingen som fru eller mademoiselle. De utgjorde skiljelinjen mellan hovdamerna och det kvinnliga tjänstefolket och tillhörde ofta det förmögna borgerskapet. Före 1719 kallades de kammarhustrur.
Idag (2017) bär Kronprinsessan Victorias stylist Catharina Törnqvist titeln kammarjungfru, inte kammarfru.

## Kända kammarfruar
- Anna Sofia Ramström, kammarfru hos drottning Sofia Magdalena
- Ingrid Maria Wenner, kammarfru hos drottning Sofia Magdalena
- Michelle Elisabeth d'Ivry, kammarfru hos drottning Lovisa Ulrika
- Juliane von Schwellenberg, kammarfru hos Storbritanniens drottning Charlotte av Mecklenburg-Strelitz